# Pseudotremia stupefactor
Pseudotremia stupefactor är en mångfotingart som beskrevs av Shear 1972. Pseudotremia stupefactor ingår i släktet Pseudotremia och familjen Cleidogonidae. Inga underarter finns listade i Catalogue of Life.